# Tillandsia australis
Tillandsia australis är en gräsväxtart som beskrevs av Carl Christian Mez. Tillandsia australis ingår i släktet Tillandsia och familjen Bromeliaceae. Inga underarter finns listade i Catalogue of Life.

## Bildgalleri

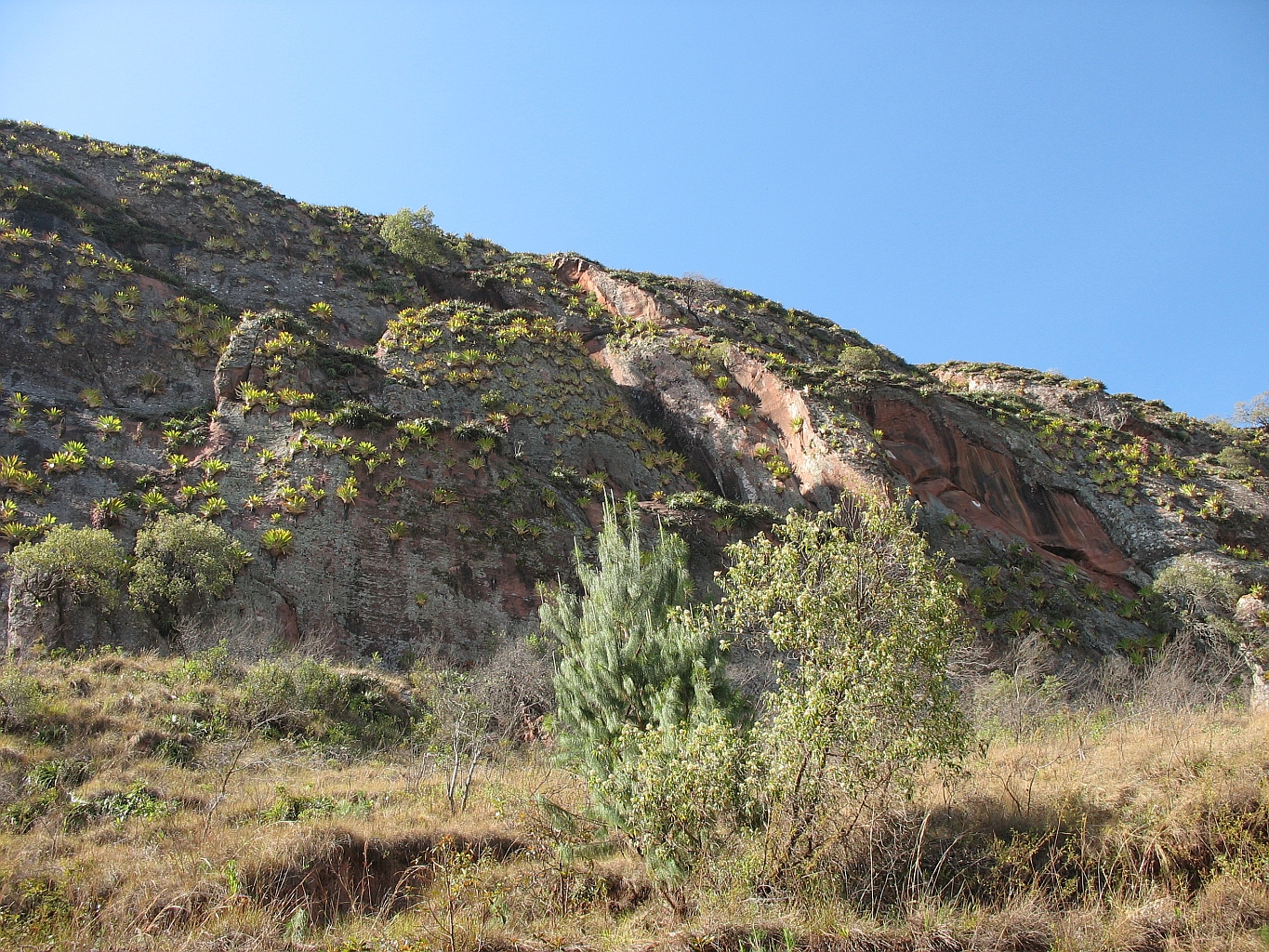
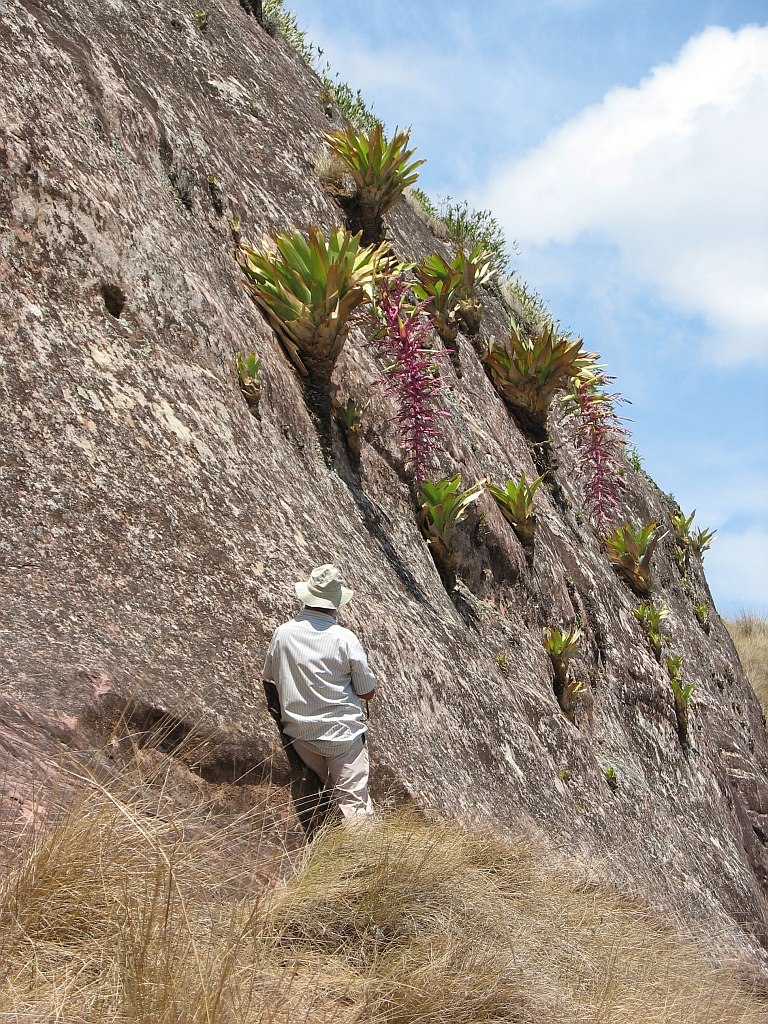
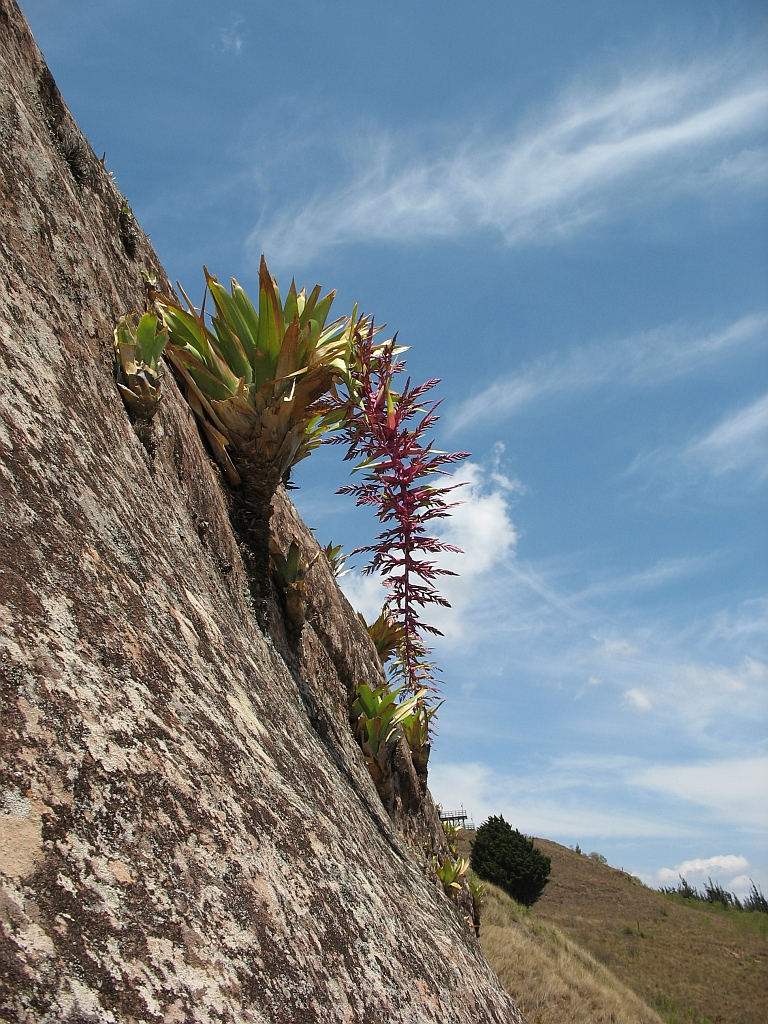